# Индык, Иван Степанович
Иван Степанович Индык (1917, Витязевка, Елисаветградский уезд — 27 марта 1944, Николаев) — Герой Советского Союза, стрелок 384-го отдельного батальона морской пехоты Одесской Военно-морской базы Черноморского флота, старшина 2 статьи.

## Биография
Иван Индык родился в 1917 году в селе Витязевка в семье украинского крестьянина. После получения начального образования работал в колхозе.
В 1939 году был призван на срочную службу в ряды Красной Армии. Службу Иван Степанович проходил в ВМФ на эскадренном миноносце «Бодрый».
В начале Великой Отечественной войны, в 1941—1942 годах, он принимал участие в боях на Чёрном море. Затем, в мае 1943 года, был переведён в стрелковую роту 384-го отдельного батальона морской пехоты Черноморского флота, в составе которой осенью того же года участвовал в десантных операциях по освобождению Таганрога, Мариуполя и Осипенко.
Во второй половине марта 1944 года вошёл в состав десантной группы под командованием старшего лейтенанта Константина Фёдоровича Ольшанского. Задачей десанта было облегчение фронтального удара советских войск в ходе освобождения города Николаева, являвшегося частью Одесской операции. После высадки в морском порту Николаева отряд в течение двух суток отбил 18 атак противника, уничтожив около 700 солдат и офицеров противника. В этих боях погибли почти все десантники, в том числе и Иван Степанович Индык.
Указом Президиума Верховного Совета СССР от 20 апреля 1945 года за образцовое выполнение боевых заданий командования на фронте борьбы с немецкими захватчиками и проявленные при этом отвагу и геройство старшине 2-й статьи Ивану Степановичу Индыку было присвоено звание Героя Советского Союза (посмертно).

## Награды
- Медаль «Золотая Звезда» Героя Советского Союза;
- орден Ленина.

## Память
- В Николаеве в честь Героев открыт Народный музей боевой славы моряков-десантников, воздвигнут памятник.